# Cartoon Network
Cartoon Network è una rete di canali televisivi digitali creata dalla Turner Broadcasting (gruppo Warner Bros. Discovery) e specializzata in cartoni animati. Il canale statunitense ha iniziato a trasmettere il 1º ottobre 1992.
La programmazione di Cartoon Network negli Stati Uniti era inizialmente basata sulla produzione Warner Bros., MGM e Hanna Barbera. A partire dagli anni novanta la rete ha iniziato a trasmettere produzioni originali; tra le altre si possono citare Mucca e Pollo, Il laboratorio di Dexter, Ed, Edd & Eddy, Io sono Donato Fidato, Leone il cane fifone, Johnny Bravo, Le Superchicche, I gemelli Cramp, Clarence, Le tenebrose avventure di Billy e Mandy, Samurai Jack, Ninjago, Camp Lazlo, Adventure Time, Regular Show, Lo straordinario mondo di Gumball e Steven Universe.

## Storia

### Creazione e sviluppo

Lo storico logo del canale utilizzato dal 1º ottobre 1992 al 13 giugno 2004

Il 9 agosto 1986 la Turner Broadcasting System di Ted Turner acquistò Metro-Goldwyn-Mayer e United Artists di Kirk Kerkorian; tuttavia il 17 ottobre dello stesso anno, a causa di preoccupazioni sul carico del debito delle sue compagnie, la Turner fu costretta a vendere MGM a Kerkorian dopo circa 75 giorni di proprietà. La Turner conservò gran parte della libreria di film e serie televisive della MGM (e in parte di United Artists) fatta prima di 1 maggio 1986 e con questa formò l'attuale Turner Entertainment Co.
Il 3 ottobre 1988 Turner lanciò il primo canale per la TV via cavo Turner Network Television e conquistò il pubblico per la vasta cineteca disponibile. In quegli anni la libreria delle serie animate della Turner includeva vari cartoni di MGM, i cortometraggi a colori dei Looney Tunes e Merrie Melodies relativi agli anni 40, i cortometraggi di Merrie Melodies di Harman e Ising (ad eccezione di Lady, Play Your Mandolin!) e i cartoni di Braccio di Ferro di Fleischer Studios e Famous Studios.
Nel 17 settembre 1991 Turner Entertainment acquistò lo studio di animazione Hanna-Barbera Productions per 320 milioni di dollari e il 18 febbraio 1992 annunciò i suoi piani di lanciare Cartoon Network come sbocco per la loro considerevole libreria di animazione.

### 1992-1999
Il 1º ottobre 1992 Cartoon Network trasmise il finale dell'Ouverture 1812 di Čajkovskij con in sfondo esplosioni di cartoni animati, seguito da un evento speciale chiamato Droopy's Guide to the Cartoon Network ospitato dal personaggio Droopy della MGM, durante il quale è stato trasmesso il primo cartone della rete, Rapsodia in salmì. La programmazione iniziale di Cartoon Network consisteva esclusivamente in repliche dei cartoni animati della Warner Bros. (Looney Tunes e Merrie Melodies, quelli prima del 1948), i cartoni di Braccio di Ferro degli anni 1933-1957 e quelli di MGM e Hanna-Barbera. Inizialmente il canale trasmetteva sulle TV via cavo di New York, Filadelfia, Washington e Detroit. All'arrivo della rete Cartoon Network disponeva di una libreria animata che superava le 8500 ore. Fino al 1995 i commentatori della rete pronunciavano il nome della rete con l'articolo "The" aggiunto prima della parola "Cartoon Network". Al momento del debutto Cartoon Network ha trasmesso anche un contenitore televisivo (contenente i loro cartoni animati) su TNT intitolato Cartoon Network on TNT.
Anche se non è stato il primo canale via cavo ad aver fatto affidamento sui soli cartoni animati, Cartoon Network è stato il primo canale di un solo genere a trasmettere per tutte le 24 ore, sette giorni su sette. La maggior parte dei cortometraggi sono stati trasmessi in contenitori di mezz'ora o un'ora, di solito separati in base ai personaggi e allo studio d'animazione. Mentre Late Night Black and White trasmetteva i primi cartoni animati in bianco e nero (principalmente quelli di Fleischer Studios o di Walter Lantz degli anni 30, oltre a Merrie Melodies e i cartoni di MGM), ToonHeads trasmetteva tre cortometraggi con trama simile e forniva curiosità su vari cartoni animati. Nello stesso periodo c'è stato anche un contenitore di cartoni animati pomeridiano chiamato High Noon Toons, ospitato da burattini vestiti da cowboy (questo era un esempio della semplicità e dell'immaginazione che la rete aveva in mente durante i suoi primi anni). La maggior parte dell'animazione classica mostrata su Cartoon Network non è mai più stata trasmessa regolarmente, ad eccezione di Tom & Jerry e Looney Tunes che vengono trasmessi fino al 2017.
Quando fu lanciato nel 1992, il canale trasmetteva in 233 sistemi via cavo, tuttavia beneficiando di un'offerta speciale. Le elevate valutazioni di Cartoon Network nel corso degli anni seguenti hanno portato ad un numero maggiore di parabole via cavo che includevano la rete. Entro la fine del 1994 Cartoon Network è diventato "il quinto canale via cavo più popolare degli Stati Uniti".
La prima serie animata originale della rete è stata The Moxy Show, una serie antologica animata andata in onda per la prima volta nel 19 marzo 1993. Tuttavia la prima serie prodotta interamente da Cartoon Network è stata Space Ghost Coast to Coast nel 1994. Anche se tale cartone è stato ben criticato e apprezzato dal pubblico nonostante la grafica della serie originale, programmi come Scooby-Doo hanno ricevuto meno successo per dei revival. Lo stile di umorismo e i contenuti sessuali di parodie quali A Day in the Life of Ranger Smith e Boo Boo Runs erano piuttosto fuori luogo rispetto al resto delle serie di Cartoon Network, infatti la rete raramente trovava un posto per loro nella sua programmazione.
Nel 1994 è stata fondata una nuova divisione della Hanna-Barbera chiamata Cartoon Network Studios. La prima serie prodotta dai Cartoon Network Studios è stata nel 1995 con What a Cartoon!, che mostrava i cortometraggi animati originali commissionati dalla Hanna-Barbera e da vari animatori indipendenti. La rete ha promosso la serie come un tentativo di tornare ai "classici giorni" dell'animazione in studio, offrendo pieno controllo degli animatori, budget elevati e nessuna animazione limitata. Il progetto è stato guidato dai dirigenti della Cartoon Network, oltre a John Kricfalusi e Fred Seibert. Kricfalusi è stato anche il creatore di The Ren & Stimpy Show ed è stato consigliere della rete, mentre Seibert era una delle forze trainanti di Nicktoons e produttore di serie antologiche animate simili come Oh Yeah! Cartoons e Random! Cartoons.
Cartoon Network ha deciso di valutare alcuni cortometraggi per trasformarli in possibili episodi pilota per altre serie animate, così, decise di unirsi alla Warner Bros. Secondo un sondaggio Il laboratorio di Dexter è stata la serie più popolare e nel 1996 è diventato il primo spin-off ufficiale di What a Cartoon!. Tra il 1997 e il 1999 hanno debuttato altre serie animate basate su cortometraggi: Johnny Bravo, Mucca e Pollo, Io sono Donato Fidato, Le Superchicche, Leone il cane fifone, Ed, Edd & Eddy e Mike, Lu & Og. Molte di queste serie sono state proiettate in anteprima con il marchio Cartoon Cartoons, trasmesse continuamente durante la programmazione della rete e in particolare su Cartoon Cartoon Fridays.
Queste serie originali avevano lo scopo di attrarre un pubblico sempre più vasto rispetto alla media dei cartoni animati del sabato mattina. Linda Simensky, vicepresidente dell'animazione originale, ha affermato che questi cartoni animati potrebbero attirare anche un pubblico adulto e adolescente.

## Programmazione
Cartoon Network trasmette attualmente, le serie prodotte dai Cartoon Network Studios e offre ai telespettatori una programmazione d'intrattenimento innovativo e originale tratta dal più vasto archivio di cartoni al mondo (2000 personaggi e 8500 cartoni animati tra cui produzioni Warner Bros., MGM e Hanna-Barbera. Può trasmettere insieme a cartoni vecchi per qualche mese.
Dal 2007, i Cartoon Network Studios hanno anche un centro in Europa, a Londra, che realizza importanti co-produzioni come I Fantastici Quattro con Marvel Enterprises, il recente Polli Kung Fu con Aardman Animations e Lo straordinario mondo di Gumball, la prima serie animata co-prodotta e realizzata con lo studio vero e proprio locale: Cartoon Network Development Studio Europe. Dal 2012 ne hanno aperto uno anche in Asia, ad Hong Kong, con il nome di Cartoon Network Studios Asia, con la quale co-producono e realizzano il loro primo film: Ben 10: Destroy All Aliens.
La programmazione attuale negli Stati Uniti comprende le serie originali Adventure Time, Regular Show, Lo straordinario mondo di Gumball, Uncle Grandpa, Steven Universe, Craig e We Bare Bears, e le acquisizioni Ninjago: Masters of Spinjitzu, Teen Titans Go! e Mao Mao e gli eroi leggendari.

## Diffusione nel mondo
Cartoon Network è diffuso dagli anni '90 in vari paesi del mondo, tra cui Brasile, Italia, Regno Unito e Irlanda, Francia, Polonia, Germania, Romania, Australia e Nuova Zelanda,  Svizzera, Paesi Bassi, Giappone e Corea del Sud in varie piattaforme via cavo e satellitari sempre a pagamento.

## Offerta di canali

### Toonami
Toonami è un blocco di programmazione andato in onda dal 1997 al 2008 negli Stati Uniti su Cartoon Network, mentre nell'edizione italiana dal 2003 al 2010. Il 1º aprile 2012 viene rimandato in onda sul canale Adult Swim per una trasmissione di prova, per poi ripartire completamente il 26 maggio 2012.
In alcuni paesi come il Regno Unito, Toonami è un canale televisivo a tutti gli effetti. È visibile su Sky e sulla tv via cavo di proprietà di Cartoon Network e Time Warner in Inghilterra.
La caratteristica è quella di trasmettere serie animate (tra cui qualche anime) destinate ad un pubblico adolescenziale e non infantile per esempio Dragon Ball Z e Gundam Wing.

### Adult Swim
Adult Swim (spesso stilizzato [adult swim] o [as]) è un blocco di programmazione a tarda notte per adolescenti/adulti che va in onda su Cartoon Network dalle 20:00 alle 6:00 EST/PDT negli Stati Uniti e in altri Paesi come Australia e Nuova Zelanda.
La rete offre una miriade di serie animate e live action stilisticamente variabili, tra cui programmi originali, serie animate in syndication della Fox e anime giapponesi, generalmente con modifiche minime o nulle per quanto riguarda le censure dei contenuti.

### Boomerang
Nacque inizialmente come contenitore di Cartoon Network l'8 dicembre 1992, finendo poi per diventare un canale autonomo il 1º aprile 2000. Il palinsesto del canale è composto principalmente dalle riproposizioni dei classici Hanna-Barbera e Warner Bros. (che facevano parte del palinsesto di Cartoon Network fino al 1993) e anche dai cartoni targati DC Comics. La versione italiana di questo canale è nata nel 2003, 7 anni dopo la nascita dell'edizione italiana di Cartoon Network.

### Cartoonito
È un canale dedicato ai più piccoli. Nacque inizialmente il 4 settembre 2006 come contenitore all'interno del defunto canale britannico Cartoon Network Too, per poi evolversi come canale autonomo il 24 maggio 2007. La sua versione italiana era presente come contenitore sul canale Mediaset Boing nel 2011 dalle 7:30 alle 8:45, per divenire poi un canale autonomo 24 ore su 24 il 22 agosto 2011.

### Boing
È un canale che trasmette le produzioni di Cartoon Network. La prima versione ad essere stata lanciata è quella originale italiana, seguita da quella francese (defunta), quella spagnola, quella turca (edita come blocco, defunta), quella africana e quella cilena (edita come blocco sul canale Chilevisión, defunta).